# Stöð 2 Bíó
Stöð 2 Bíó est une chaîne de télévision thématique islandaise consacrée au cinéma. Elle appartient au groupe 365 et est disponible, avec une heure de décalage, sur Stöð 2 Bíó+.

## Réceptions
La chaîne est disponible sur les bouquets payants Stöð 2, SkjárEinn, Digital Ísland et sur le satellite Thor 2.

## Horaires
- http://www.sjonvarp.is/index.php?Tm=?&p=idag&c=BIO&y=2012&m=09&d=13
- http://www.stod2.is/Dagskra/dagskra?stod=BIO